# Abacab Tour
Die Abacab Tour war eine Tournee der britischen Progressive-Rock-Band Genesis, bei der sie ihr Album Abacab vorstellte. Sie führte die Gruppe zwischen September und Dezember 1981 durch Europa und Nordamerika.

## Hintergrund
Mit dem Auftaktkonzert in Barcelona startete die Abacab Tour am 25. September 1981 und endete am 23. Dezember des gleichen Jahres in Birmingham. Dabei spielten Genesis auch 18 Shows in Deutschland. Trotz der enormen Beliebtheit von Genesis (u. a. auch zurückzuführen auf die Beliebtheit von Phil Collins, der im Februar 1981 mit seinem erfolgreichen Debütalbum Face Value und dem Nummer-eins-Hit In the Air Tonight seine Solo-Karriere begonnen hatte) und ihrem Ruf als exzellente Live-Band wurden die Konzerte vom Publikum sehr zwiespältig aufgenommen. So erfreuten sich manche Songs des aktuellen Albums Abacab speziell bei älteren Anhängern der Gruppe nicht derselben Beliebtheit wie ältere Genesis-Stücke (bei den Konzerten im niederländischen Leiden wurden Genesis beispielsweise für jeden der neuen Songs lautstark ausgepfiffen und ausgebuht.)
Für das im Folgejahr veröffentlichte Livealbum Three Sides Live (1982) sowie für das Box-Set Archive II – 1976–1992 (2000) wurden Konzertaufnahmen dieser Tour aus Uniondale, New York City und Birmingham verwendet. Außerdem erschien 1982 ebenfalls unter dem Namen Three Sides Live ein Kaufvideo mit einer Dokumentation der Tournee, die Ausschnitte der Shows in New York City und Uniondale beinhaltete. Im November 2009 erschien die Tourdokumentation im Rahmen der Genesis Movie-Box 1981 - 2007 auch erstmals digital überarbeitet als DVD sowie im Oktober 2014 schließlich auf BluRay.
Der Abacab Tour wird zugesprochen, für den Erfolg von kopfbewegten Scheinwerfern hauptverantwortlich zu sein.

## Setlist

### Beispiel-Setlist
- Behind the Lines
- Duchess
- The Lamb Lies Down on Broadway
- Dodo/Lurker
- Abacab
- The Carpet Crawlers
- Me and Sarah Jane
- Misunderstanding
- No Reply at All
- Firth of Fifth
- Man on the Corner
- Who Dunnit?
- In the Cage
- Medley (The Cinema Show/Riding the Scree/The Colony of Slippermen)
- Afterglow
- Turn It On Again
- Dance on a Volcano
- Drum Duet
- Los Endos

Zugabe:
- I Know What I Like (In Your Wardrobe)

## Tourdaten
| Nr.                 | Datum              | Stadt             | Land               | Veranstaltungsort                      |                |
| Leg 1 – Europa      | Leg 1 – Europa     | Leg 1 – Europa    | Leg 1 – Europa     | Leg 1 – Europa                         | Leg 1 – Europa |
| ------------------- | ------------------ | ----------------- | ------------------ | -------------------------------------- | -------------- |
| 1                   | 25. September 1981 | Barcelona         | Spanien            | Plaça de Braus de la Monumental        |                |
| 2                   | 27. September 1981 | San Sebastián     | Spanien            | Velódromo de Anoeta                    |                |
| 3                   | 29. September 1981 | Fréjus            | Frankreich         | Les Arènes                             |                |
| 4                   | 30. September 1981 | Avignon           | Frankreich         | Parc des Expositions de Châteaublanc   |                |
| 5                   | 1. Oktober 1981    | Lyon              | Frankreich         | Palais des Sports                      |                |
| 6                   | 2. Oktober 1981    | Straßburg         | Frankreich         | Hall Rhénus                            |                |
| 7                   | 3. Oktober 1981    | Leiden            | Niederlande        | Groenoordhal                           |                |
| 8                   | 4. Oktober 1981    | Leiden            | Niederlande        | Groenoordhal                           |                |
| 9                   | 5. Oktober 1981    | Bremen            | Deutschland        | Stadthalle                             |                |
| 10                  | 6. Oktober 1981    | Essen             | Deutschland        | Grugahalle                             |                |
| 11                  | 8. Oktober 1981    | München           | Deutschland        | Olympiahalle                           |                |
| 12                  | 9. Oktober 1981    | Nürnberg          | Deutschland        | Messehalle                             |                |
| 13                  | 10. Oktober 1981   | Würzburg          | Deutschland        | Carl-Diem-Halle                        |                |
| 14                  | 11. Oktober 1981   | Kassel            | Deutschland        | Eissporthalle                          |                |
| 15                  | 13. Oktober 1981   | Hannover          | Deutschland        | Eilenriedehalle                        |                |
| 16                  | 14. Oktober 1981   | Kiel              | Deutschland        | Ostseehalle                            |                |
| 17                  | 15. Oktober 1981   | Hamburg           | Deutschland        | CCH                                    |                |
| 18                  | 16. Oktober 1981   | Köln              | Deutschland        | Sporthalle                             |                |
| 19                  | 17. Oktober 1981   | Köln              | Deutschland        | Sporthalle                             |                |
| 20                  | 18. Oktober 1981   | Köln              | Deutschland        | Sporthalle                             |                |
| 21                  | 19. Oktober 1981   | Paris             | Frankreich         | Hippodrome de Pantin                   |                |
| 22                  | 20. Oktober 1981   | Paris             | Frankreich         | Hippodrome de Pantin                   |                |
| 23                  | 21. Oktober 1981   | Paris             | Frankreich         | Hippodrome de Pantin                   |                |
| 24                  | 22. Oktober 1981   | Brüssel           | Belgien            | Forest National                        |                |
| 25                  | 23. Oktober 1981   | Metz              | Frankreich         | Parc des Expositions                   |                |
| 26                  | 24. Oktober 1981   | Zürich            | Schweiz            | Hallenstadion                          |                |
| 27                  | 25. Oktober 1981   | Zürich            | Schweiz            | Hallenstadion                          |                |
| 28                  | 27. Oktober 1981   | Dortmund          | Deutschland        | Westfalenhalle                         |                |
| 29                  | 28. Oktober 1981   | Ludwigshafen      | Deutschland        | Friedrich-Ebert-Halle                  |                |
| 30                  | 29. Oktober 1981   | Böblingen         | Deutschland        | Sporthalle                             |                |
| 31                  | 30. Oktober 1981   | Frankfurt am Main | Deutschland        | Festhalle                              |                |
| 32                  | 31. Oktober 1981   | Frankfurt am Main | Deutschland        | Festhalle                              |                |
| 33                  | 2. November 1981   | Berlin            | Deutschland        | Deutschlandhalle                       |                |
| Leg 2 – Nordamerika |                    |                   |                    |                                        |                |
| 34                  | 12. November 1981  | Madison           | Vereinigte Staaten | Dane County Veterans Memorial Coliseum |                |
| 35                  | 13. November 1981  | Rosemont          | Vereinigte Staaten | Rosemont Horizon                       |                |
| 36                  | 14. November 1981  | Rosemont          | Vereinigte Staaten | Rosemont Horizon                       |                |
| 37                  | 15. November 1981  | Rosemont          | Vereinigte Staaten | Rosemont Horizon                       |                |
| 38                  | 16. November 1981  | Milwaukee         | Vereinigte Staaten | MECCA Arena                            |                |
| 39                  | 17. November 1981  | South Bend        | Vereinigte Staaten | Athletic & Convocation Center          |                |
| 40                  | 18. November 1981  | Detroit           | Vereinigte Staaten | Joe Louis Arena                        |                |
| 41                  | 19. November 1981  | Pittsburgh        | Vereinigte Staaten | Civic Arena                            |                |
| 42                  | 21. November 1981  | Cincinnati        | Vereinigte Staaten | Riverfront Coliseum                    |                |
| 43                  | 22. November 1981  | Richfield         | Vereinigte Staaten | Coliseum                               |                |
| 44                  | 23. November 1981  | Kalamazoo         | Vereinigte Staaten | Wings Stadium                          |                |
| 45                  | 25. November 1981  | Philadelphia      | Vereinigte Staaten | Spectrum                               |                |
| 46                  | 26. November 1981  | Philadelphia      | Vereinigte Staaten | Spectrum                               |                |
| 47                  | 27. November 1981  | Philadelphia      | Vereinigte Staaten | Spectrum                               |                |
| 48                  | 28. November 1981  | New York City     | Vereinigte Staaten | Savoy Theatre                          |                |
| 49                  | 29. November 1981  | Uniondale         | Vereinigte Staaten | Nassau Veterans Memorial Coliseum      |                |
| 50                  | 30. November 1981  | Landover          | Vereinigte Staaten | Capital Center                         |                |
| 51                  | 2. Dezember 1981   | Hartford          | Vereinigte Staaten | Civic Center                           |                |
| 52                  | 3. Dezember 1981   | Montréal          | Kanada             | Forum                                  |                |
| 53                  | 4. Dezember 1981   | Montréal          | Kanada             | Forum                                  |                |
| 54                  | 5. Dezember 1981   | Ottawa            | Kanada             | Civic Centre                           |                |
| 55                  | 6. Dezember 1981   | Toronto           | Kanada             | Maple Leaf Gardens                     |                |
| 56                  | 7. Dezember 1981   | Toronto           | Kanada             | Maple Leaf Gardens                     |                |
| 57                  | 8. Dezember 1981   | Buffalo           | Vereinigte Staaten | Memorial Auditorium                    |                |
| 58                  | 10. Dezember 1981  | East Rutherford   | Vereinigte Staaten | Brendan Byrne Arena                    |                |
| 59                  | 11. Dezember 1981  | Syracuse          | Vereinigte Staaten | Carrier Dome                           |                |
| Leg 3 – Europa      |                    |                   |                    |                                        |                |
| 60                  | 17. Dezember 1981  | London            | England            | Wembley Arena                          |                |
| 61                  | 18. Dezember 1981  | London            | England            | Wembley Arena                          |                |
| 62                  | 19. Dezember 1981  | London            | England            | Wembley Arena                          |                |
| 63                  | 20. Dezember 1981  | Birmingham        | England            | National Exhibition Centre             |                |
| 64                  | 21. Dezember 1981  | Birmingham        | England            | National Exhibition Centre             |                |
| 65                  | 22. Dezember 1981  | Birmingham        | England            | National Exhibition Centre             |                |
| 66                  | 23. Dezember 1981  | Birmingham        | England            | National Exhibition Centre             |                |

## Band
- Tony Banks: Keyboards, Hintergrundgesang
- Phil Collins: Gesang, Schlagzeug, Percussion
- Mike Rutherford: Bass, Gitarre, Hintergrundgesang
- Daryl Stuermer: Gitarre, Bass
- Chester Thompson: Schlagzeug, Percussion